# Международное общество сознания Кришны в Польше
Международное общество сознания Кришны (ИСККОН) известно в Польше своей миссионерской деятельностью. Устраиваемые кришнаитами киртаны в общественных местах и проводимая ими социальная работа привлекает к этой религиозной группе значительное внимание польской общественности. В то же время успешная проповедническая деятельность кришнаитов сделала ИСККОН основным объектом атак польского антикультового движения.

## История
Международное общество сознания Кришны начало свою деятельность в Польше в 1970-е годы. В коммунистический период основной проповеднической деятельностью кришнаитов была продажа религиозной литературы. «Бхагавад-гита как она есть» и другие кришнаитские книги переводились на польский язык и печатались на Западе, а затем контрабандным путём ввозились на территорию страны. Книги были красиво иллюстрированы и пользовались большим спросом в коммунистической Польше, где не хватало интересной, качественно изданной литературы. Продавая религиозные книги кришнаиты приглашали людей посетить богослужения и программы по ведийской культуре своих храмах и центрах. Благодаря активной проповеднической деятельности с 1989 года кришнаиты стали «самой заметной религиозной группой на улицах страны».
После падения коммунизма в Польше также начала деятельность кришнаитская благотворительная миссия «Пища жизни», обеспечивающая бесплатным питанием бездомных и малоимущих. В 1995 году польское отделение миссии отпраздновало раздачу 1,5 млн порций освящённой вегетарианской пищи. В 1990-е годы польские кришнаиты издавали ежемесячный журнал Zycie Jatre («Жизнь ятры») и ежеквартальную газету Hare Krishna w Polsce («Кришнаиты в Польше»).
Как отмечалось в научной статье «Прозелитизм в Польше», опубликованной в 1999 году, кришнаиты активно занимаются продажей религиозной литературы на улицах польских городов, проповедуя гаудия-вайшнавизм всем желающим. В своей проповеди они говорят о величии своей духовной традиции и утверждают, что она прекрасно подходит для поляков. Кришнаиты также заявляют, что для того, чтобы стать последователем Кришны, нет необходимости отказываться от членства в Католической церкви. В то же самое время, проповедь кришнаитов сделала их основной мишенью атак со стороны польского антикультового движения, обвиняющего ИСККОН в прозелитизме и промывании мозгов для привлечения новых членов.
ИСККОН регулярно организует крупные фестивали индийской культуры с индийской музыкой, театром и танцами, с бесплатной раздачей блюд индийской кухни. В храмах и центрах в крупных польских городах ИСККОН регулярно проводит проповеднические программы, на которых презентует вайшнавскую культуру и философию.